# Liste der Biografien/Koy
Liste der Biografien |
Portal Biografien |
Personensuche
# |
A |
B |
C |
D |
E |
F |
G |
H |
I |
J |
K |
L |
M |
N |
O |
P |
Q |
R |
S |
T |
U |
V |
W |
X |
Y |
Z |
?
 
Ka |
Kb |
Kc |
Kd |
Ke |
Kf |
Kg |
Kh |
Ki |
Kj |
Kl |
Km |
Kn |
Ko |
Kp |
Kr |
Ks |
Kt |
Ku |
Kv |
Kw |
Ky |
Kx |
Kz
 
Koa |
Kob |
Koc |
Kod |
Koe |
Kof |
Kog |
Koh |
Koi |
Koj |
Kok |
Kol |
Kom |
Kon |
Koo |
Kop |
Kor |
Kos |
Kot |
Kou |
Kov |
Kow |
Kox |
Koy |
Koz
Die Liste der Biografien führt alle Personen auf, die in der deutschsprachigen Wikipedia einen Artikel haben. Dieses ist eine Teilliste mit 63 Einträgen von Personen, deren Namen mit den Buchstaben „Koy“ beginnt.

## Koy
- Koy, Adrian (* 1981), deutscher E-Sportler in der Disziplin HearthstoneAdrian Koy (* 1981)

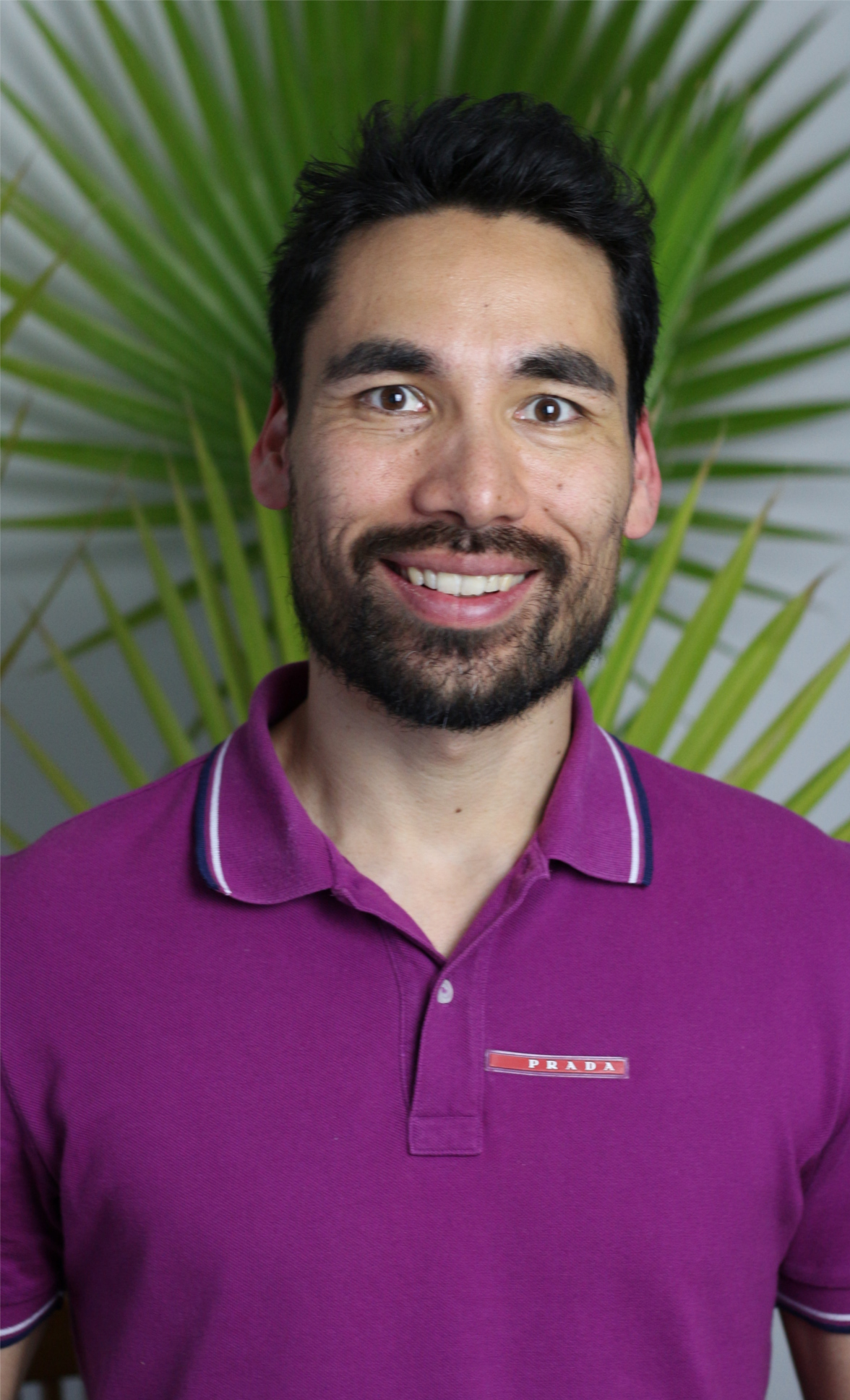
Adrian Koy (* 1981)

- Koy, Barbara de (* 1954), deutsche Bühnen-, Film- und Fernseh-Schauspielerin
- Koy, Ernie (1909–2007), amerikanischer Baseballspieler
- Koy, Josef (1889–1937), deutscher Verwaltungsjurist und Bezirksramtmann
- Koy, Markus (* 1974), deutscher Segler
- Koy, Thorsten (* 1964), deutscher Fußballspieler
- Koy, Tobias (1757–1809), Hofbeamter in Buda
- Koy, Toni (1896–1990), deutsche Goldschmiedin

### Koya
- Kōya Ogata, japanischer Karambolagespieler
- Koya, Tadashi (* 1970), japanischer Fußballspieler
- Koyagialo, Louis (1947–2014), kongolesischer Politiker der Volkspartei für Wiederaufbau und Demokratie
- Koyake, Tamami (* 1948), japanische Jazzmusikerin
- Koyalipou, Goduine (* 2000), zentralafrikanisch-französischer Fußballspieler
- Koyama, Akiko (* 1935), japanische Schauspielerin
- Koyama, Akio (* 1955), japanischer Fagottist
- Koyama, Andy (* 1962), kanadischer Toningenieur
- Koyama, Arata (* 1998), japanischer Fußballspieler
- Koyama, Eitatsu (1880–1945), japanischer Maler der Nihonga-Richtung
- Koyama, Fujio (1900–1975), japanischer Kunsthistoriker und Töpfer
- Koyama, Gō (* 1960), japanischer Rechtswissenschaftler und Hochschullehrer
- Koyama, Hisako (1916–1997), japanische Sonnenbeobachterin
- Koyama, Keizō (1897–1987), japanischer Maler
- Koyama, Kenji (* 1972), japanischer Fußballspieler
- Koyama, Kiyoshi (1936–2019), japanischer Journalist und Jazzproduzent
- Koyama, Kiyoshige (1914–2009), japanischer Komponist
- Koyama, Kosuke (1929–2009), japanischer protestantischer Theologe und Hochschullehrer
- Koyama, Mihoko (1910–2003), japanische Unternehmerin und Gründerin einer spirituellen Bewegung
- Koyama, Miki (* 1997), japanische Automobilrennfahrerin
- Koyama, Shōta (* 1947), japanischer Jazzmusiker
- Koyama, Shōtarō (1857–1916), japanischer Maler
- Koyama, Shōya (* 2003), japanischer Fußballspieler
- Koyama, Shuri (* 1999), japanischer Fußballspieler
- Koyama, Taigetsu (1891–1946), japanischer Maler der Nihonga-Richtung
- Koyama, Takayuki (* 2001), japanischer Skirennläufer
- Koyama, Takuto (* 1982), japanischer Fußballspieler
- Koyama, Takuya (* 1997), japanischer Fußballspieler
- Koyama, Tomoyoshi (* 1983), japanischer Motorradrennfahrer
- Koyama, Yōhei (* 1998), japanischer Skirennläufer
- Koyama, Yūshi (1906–1982), japanischer Theaterautor
- Koyamada, Shin (* 1982), japanischer Schauspieler und FilmproduzentShin Koyamada (* 1982)

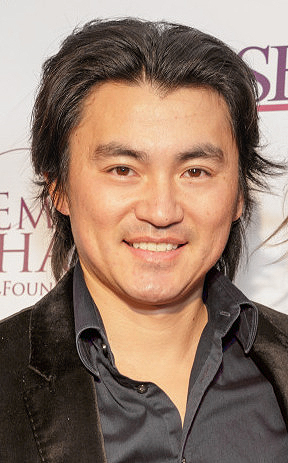
Shin Koyamada (* 1982)

- Koyamatsu, Tomoya (* 1995), japanischer Fußballspieler
- Koyambounou, Gabriel (* 1947), zentralafrikanischer Politiker, Premierminister der Zentralafrikanischen Republik
- Koyanagi, Tatsushi (* 1990), japanischer Fußballspieler
- Koyander, Ellie (* 1991), britische Freestyle-Skisportlerin
- Koyano, Kenji (* 1988), japanischer Fußballspieler
- Koyara, Marie-Noelle (* 1955), zentralafrikanische Agraringenieurin und Politikerin
- Koyasu, Takehito (* 1967), japanischer Synchronsprecher und Autor

### Koyb
- Köybaşı, İsmail (* 1989), türkischer Fußballspieler

### Koyd
- Koydl, Wolfgang (* 1952), deutscher Journalist und Autor

### Koye
- Koyemann, Carl Johannes (1828–1903), deutscher Kaufmann und Abgeordneter

### Koyi
- Koyi, Hadschi Qadiri (1817–1897), kurdischer Poet

### Koyk
- Köykkä, Voitto (* 1999), finnischer Volleyballspieler

### Koyo
- Kōyō Ishikawa (1904–1989), japanischer Fotograf

### Koyr
- Koyré, Alexandre (1892–1964), französischer Philosoph und Wissenschaftshistoriker

### Koyu
- Koyuki (* 1976), japanisches Model und SchauspielerinKoyuki (* 1976)
- Koyun Baba, türkischer Heiliger

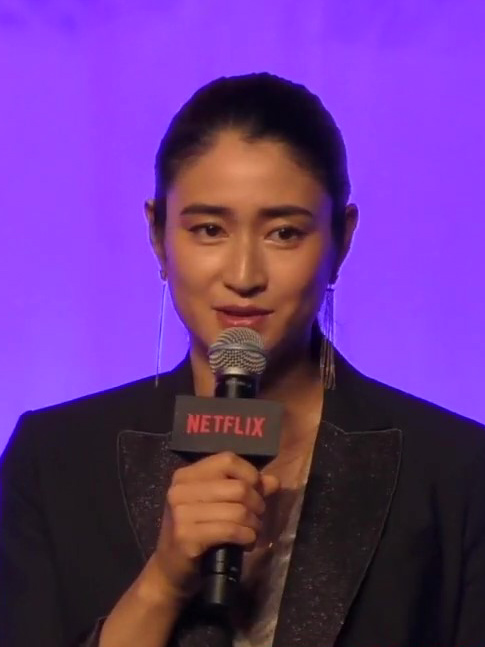
Koyuki (* 1976)

- Koyun, Bilge Su (* 1999), türkisch-aserbaidschanische Fußballnationalspielerin
- Koyuncu, Efe Arda (* 2005), türkischer Fußballspieler
- Koyuncu, Emre (* 1996), türkischer Fußballtorhüter
- Koyuncu, Kâzım (1971–2005), türkischer Sänger lasischer Abstammung
- Koyuncu, Kemal (* 1985), türkischer Leichtathlet
- Koyuncu, Tuğba (* 1991), türkische Mittelstreckenläuferin
- Koyuncuoğlu, Hira (* 1995), türkische Schauspielerin